# Ласло Реги
Ласло Реги (мађ. Régi László; Будимпешта, 13. март 1911 — 1987) био је мађарски интернационални фудбалер, голман и тренер голмана. Играо је за клуб БКВ Елере. Учествовао је са фудбалском репрезентацијом Мађарске на Летњим олимпијским играма 1936. у Берлину.

## Каријера

### Клуб
Ласло Реги је своју фудбалску каријеру започео у тиму Терезварош. Године 1932. прелази у БСКРТ, где убрзо постаје кључни играч тима. До 1937. године био је голман број један БСКРТ-а, али после низа војних позива није могао да учествује на тренинзима и због тога је играо само у неким пријатељским утакмицама. Активну спортску каријеру завршио је 1945. године.

### Репрезентација
Са 16 година играо у првом тиму и био позван у омладинску репрезентацију. Његов учинак током четири године проведене у ФК Елере биле су довољне да 10 пута буде члан мађарског аматерског тима и да представља мађарске боје на Олимпијским играма у Берлину, где је одиграо једну утакмицу пошто је Мађарска испала из даљњег такмичења. 

### Тренерска каријера
Активну каријеру је завршио 1945. године, али је остао одан свом клубу и ту је наставио да ради као тренер голмана.